# Pogoniulus subsulphureus
Pogoniulus subsulphureus là một loài chim trong họ Lybiidae.